# Cabresto
O cabresto é uma espécie de arreio feito de corda ou couro, mas que no entanto não possui freio ou embocadura, servindo para controlar a marcha de animais como o cavalo, por exemplo.